# Долно Лакочерей
Долно Лакочерей (на македонска литературна норма: Долно Лакочереј) е село в община Охрид на Северна Македония.

## География
Селото е разположено на 5 километра северно от Охрид на Коселската река.

## История
Западно от селото е укрепеното селище от Бронзовата епоха Градище.
В „Етнография на вилаетите Адрианопол, Монастир и Салоника“, издадена в Константинопол в 1878 година и отразяваща статистиката на населението от 1873 година Локоцарей (Lokotzaréi) е посочено като село с 20 домакинства с 65 жители българи.
Според статистиката на Васил Кънчов („Македония. Етнография и статистика“) от 1900 година селото е населявано от 140 жители, всички българи християни.
На Етнографската карта на Битолския вилает на Картографския институт в София от 1901 година Долно Лакочерей е чисто българско село в Охридската каза на Битолския санджак с 25 къщи.
В началото на XX век цялото население на Горно Лакочерей е под върховенството на Българската екзархия. По данни на секретаря на екзархията Димитър Мишев („La Macédoine et sa Population Chrétienne“) в 1905 година в Долно Локочерай има 200 българи екзархисти.
При избухването на Балканската война в 1912 година 4 души от Долно и Горно Лакочерей са доброволци в Македоно-одринското опълчение.
Църквата „Света Неделя“ е изградена в 1971-73 година на темелите на по-стара църква и е осветена в 1974 година от митрополит Методий Дебърско-Кичевски. Представлява еднокорабна, градена от камък сграда с три апсиди и осемстранен купол. Изписана е от Йоне Симонче от Охрид.
Според преброяването от 2002 година селото има 728 жители.
| Националност     | Всичко |
| северномакедонци | 727    |
| албанци          | 0      |
| турци            | 0      |
| роми             | 0      |
| власи            | 0      |
| сърби            | 1      |
| бошняци          | 0      |
| други            | 0      |